# Carl-von-Weinberg-Park

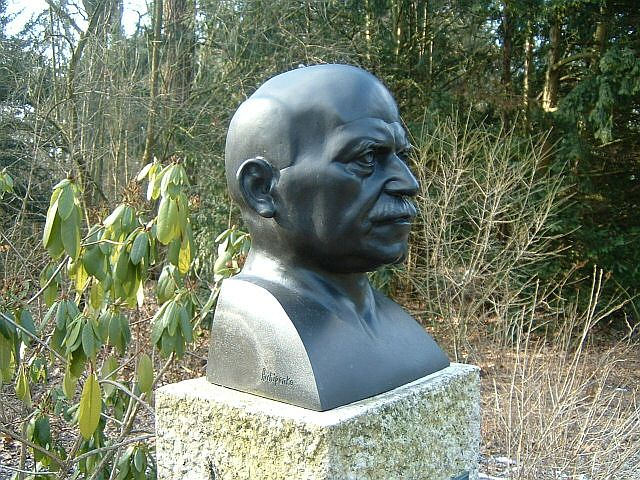
Büste Weinbergs am westlichen Eingang des Parks

Der Waldspielpark Carl-von-Weinberg, meist kurz Carl-von-Weinberg-Park genannt, ist mit etwa 10,1 ha einer der mittelgroßen Parks der Stadt Frankfurt am Main, gelegen im südmainischen Stadtteil Niederrad am nördlichen Rand des Frankfurter Stadtwaldes. Der Park ist nach dem in Frankfurt am Main geborenen Unternehmer und Stifter Carl von Weinberg benannt.

## Geschichte
Der Carl-von-Weinberg-Park entstand als privater Park der Villa Waldfried, die Carl von Weinberg durch die Architekten Otto Christoph Bäppler und Aage von Kauffmann 1898 errichten ließ. 1938 musste er sein Grundstück unter dem Druck der nationalsozialistischen Stadtverwaltung gezwungenermaßen an die Stadt Frankfurt am Main verkaufen. 1944 wurde die Villa stark beschädigt und 1956 abgerissen. Im Rahmen der Restitution  nach dem Krieg stifteten die Nachkommen das Gelände den Bürgern der Stadt Frankfurt. Der Park wurde nach seiner Übernahme durch die Stadt Frankfurt zu einem kombinierten Spiel- und Erholungsgebiet umgewandelt. Im Jahr 2006 meldete der Investor Fun Forest Interesse an, in einem Bereich des Parks einen kostenpflichtigen (16 bis 18 Euro pro Person und Tag) Spaß- und Kletterpark zu errichten. Dagegen bildete sich eine Bürgerinitiative, so dass sich der Investor im August 2007 offiziell wieder zurückzog. Der Park ist das ganze Jahr rund um die Uhr frei zugänglich, im Winter ist das Angebot jedoch eingeschränkt.

## Lage und heutige Nutzung
Der Carl-von-Weinberg-Park liegt im Süden Frankfurts am Anfang der Flughafenstraße südlich des Stadtteils Niederrad in einem Dreieck, das aus Flughafenstraße im Südosten, Waldfriedstraße im Norden und einer Eisenbahnlinie im Südwesten gebildet wird. Direkt nördlich und westlich des Parks liegen große Sportanlagen. Westlich des Parks befindet sich der Niederräder Poloplatz, etwa 700 m südlich die Commerzbank-Arena und 400 m südöstlich des Parks das Stadionbad. Der Park gehört zum Landschaftsschutzgebiet des Frankfurter Grüngürtels.
Die Bezeichnung Waldspielpark bezieht sich darauf, dass das Areal heute eine Mischung aus großem Kinderspielplatz und Parkanlage und damit einer von sechs Frankfurter Waldspielparks ist. Im Carl-von-Weinberg-Park sind die beiden Bereiche voneinander getrennt. Der Spielbereich enthält viele Spielgeräte (Schaukeln, Wippen, Sandkästen, Rutschen, Drehkarussell, Kletterburgen, Tischtennisplatten) und ist auf Kinder unter 12 Jahren zugeschnitten. Die große Spiel- und Liegewiese wird jedoch auch von älteren Jugendlichen und Erwachsenen für Frisbee- und Fußballspiele genutzt. Es gibt auch eine Toilettenanlage. Hunde sind im Spielbereich nicht erlaubt. Im Parkbereich prägen Schnittgehölze, Blumenranken und Rhododendrenstauden den Grüncharakter.

## ÖPNV-Anbindung
Erreichbar ist der Park von Nordosten her mit den Straßenbahnlinien 20 und 21, Haltestelle Oberforsthaus. Von dort sind es die Flughafenstraße entlang etwa 500 m Fußweg bis zum Park. Im Nordwesten liegt etwa 700 m entfernt der Bahnhof Frankfurt-Niederrad, der von den S-Bahn-Linien S7, S8 und S9, von Regionalzügen, von den Straßenbahnlinien 12 und 19 sowie von den Buslinien n7, 78 und 79 angefahren wird. Die Buslinie 61 hält im Südosten am Stadionbad etwa 600 m vom Park entfernt.